# Rotenburg (Wümme)
Rotenburg an der Wümme (indtil maj 1969: Rotenburg in Hannover) er en by med knap 21.000 indbyggere (2013) i Landkreis Rotenburg (Wümme), som den er administrationsby i. Den ligger ved floden Wümme i trekanten mellem Bremen, Hannover und Hamburg, i den nordlige del af den tyske delstat Niedersachsen.

## Geografi
Rotenburg ligger i landskabet Stader Geest; Byen ligger i marskområdet Wümmeniederung mellem de tre floder Wümme, Wiedau og Rodau. Mod nord grænser kommunen til Zevener Geest, mod syd til Achim-Verdener Geest. Ved Rotenburg ligger udstrakte skove og moser og søerne Große og Kleine Bullensee.
- Evangelisk Kirke
- Pferdebrunnen af Claus Homfeld på Pferdemarkt
- Det gamle apotek på Goethestraße
- Ehlermannsche Speicher
- Krigsmindesmærke 1914–18 ved kirken
- Rudolf-Schäfer-Haus
- Parodie auf Paar-oh-die, en skulptur af Jürgen Goertz
- Kartoffelmindesmærke "Knolli" i Altstadt
- Kreishaus Rotenburg Wümme